# Passaporto svizzero
Il passaporto svizzero è un documento di identità biometrico rilasciato dalla Confederazione svizzera. Può essere ordinario o provvisorio, oppure, in caso di particolari incarichi, diplomatico o di servizio.
Esiste inoltre un passaporto per stranieri, di colore verde, emesso in particolari casi di necessità (stranieri privi di documenti del proprio paese e al contempo titolari di un permesso di domicilio "C" o "B", apolidi, richiedenti asilo e altro).

## Storia
I passaporti emessi nel territorio svizzero sono fra i passaporti più antichi al mondo. Sino al XV secolo, i pochi cittadini che avevano occasione di spostarsi fra territori differenti lo facevano con l'ausilio di specifici salvacondotti o lasciapassare, con validità e destinazioni limitate.
I primi passaporti prodotti in Svizzera risalgono al 1490, emessi dal cantone di Svitto, con validitità annuale, per la circolazione nel territorio della confederazione. Dopo Svitto, anche tutti gli altri cantoni introdussero gradualmente i propri passaporti: il cantone di Zurigo nel 1516 (validità annuale), il cantone di Berna nel 1525 (validità biennale) e il cantone di Lucerna nel 1525 (validità biennale). Nel 1673 fu introdotto il Passeport Valaisan, con validità quadriennale. In seguito alle vicende della Vecchia Confederazione, la cittadinanza svizzera fu sancita nella Costituzione del 1798. Dopo la Repubblica Elvetica e l'assetto svizzero in età napoleonica (1798-1815) e il periodo del Patto federale (1815-1845), la Costituzione svizzera del 1848 stabilì che «ogni cittadino di un Cantone è cittadino svizzero», sancendo quindi un criterio di cittadinanza federale correlata a quella cantonale. Sino all'inizio del Novecento, i passaporti furono pertanto emessi su base cantonale, con forme e diciture legate alle relative norme.
Fu nel corso della prima guerra mondiale che iniziò l'emissione armonizzata dei documenti a livello confederale.

Uno degli ultimi esempi di passaporto cantonale, emesso dal Canton Grigioni poco prima del 1915

### Passaporto 1915
Il 10 dicembre 1915 iniziò la stampa dei primi passaporti svizzeri moderni.
I documenti erano caratterizzati da 32 pagine e una copertina di colore verde scuro senza scritte.
Il 10 dicembre 1928 fu emanata la prima ordinanza federale sui passaporti, uniformando la legislazione e il sistema di emissione.

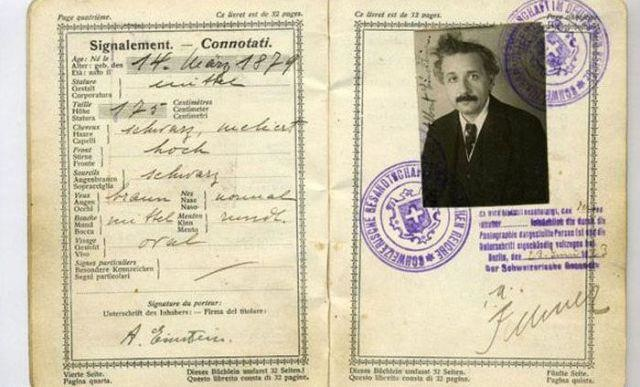
Il passaporto modello 1915 di Albert Einstein, emesso nel 1923

### Passaporto 1932
Nel 1932 fu introdotto un nuovo modello di passaporto, il primo ad avere in copertina la denominazione del documento nelle tre lingue nazionali (nell'ordine: francese, tedesco, italiano).
Il documento presentava un colore ambrato, scritte nere, e lo scudo con la croce della confederazione al centro.

### Passaporto 1959
Il caratteristico passaporto svizzero rosso-bianco, il primo prodotto coi colori della bandiera elvetica, fu introdotto nel 1959.
Il documento presentava lo scudo crociato a sinistra e la dicitura multilingua (nell'ordine: francese, tedesco e italiano) in caratteri dorati.

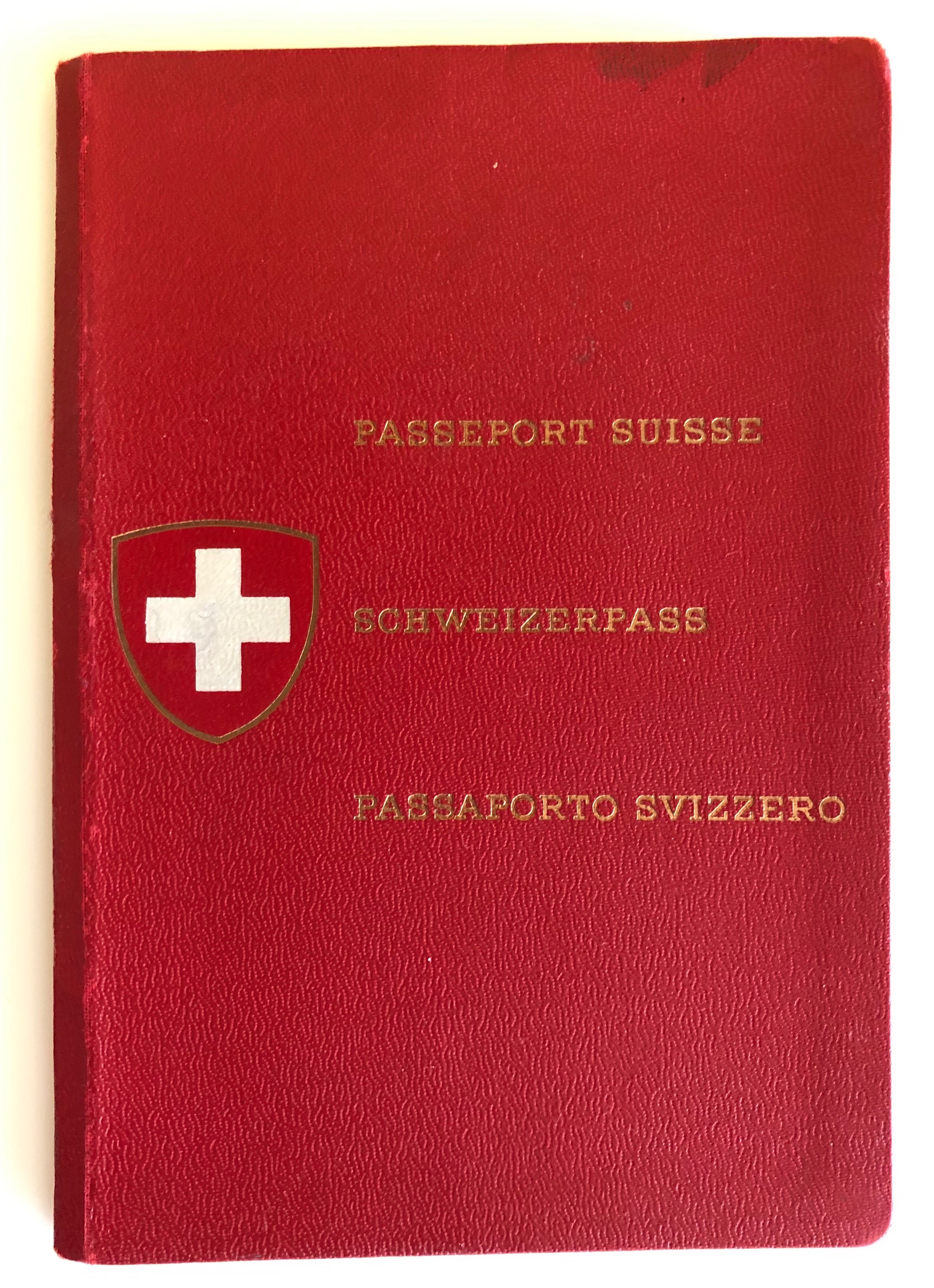
Pass 59, copertina
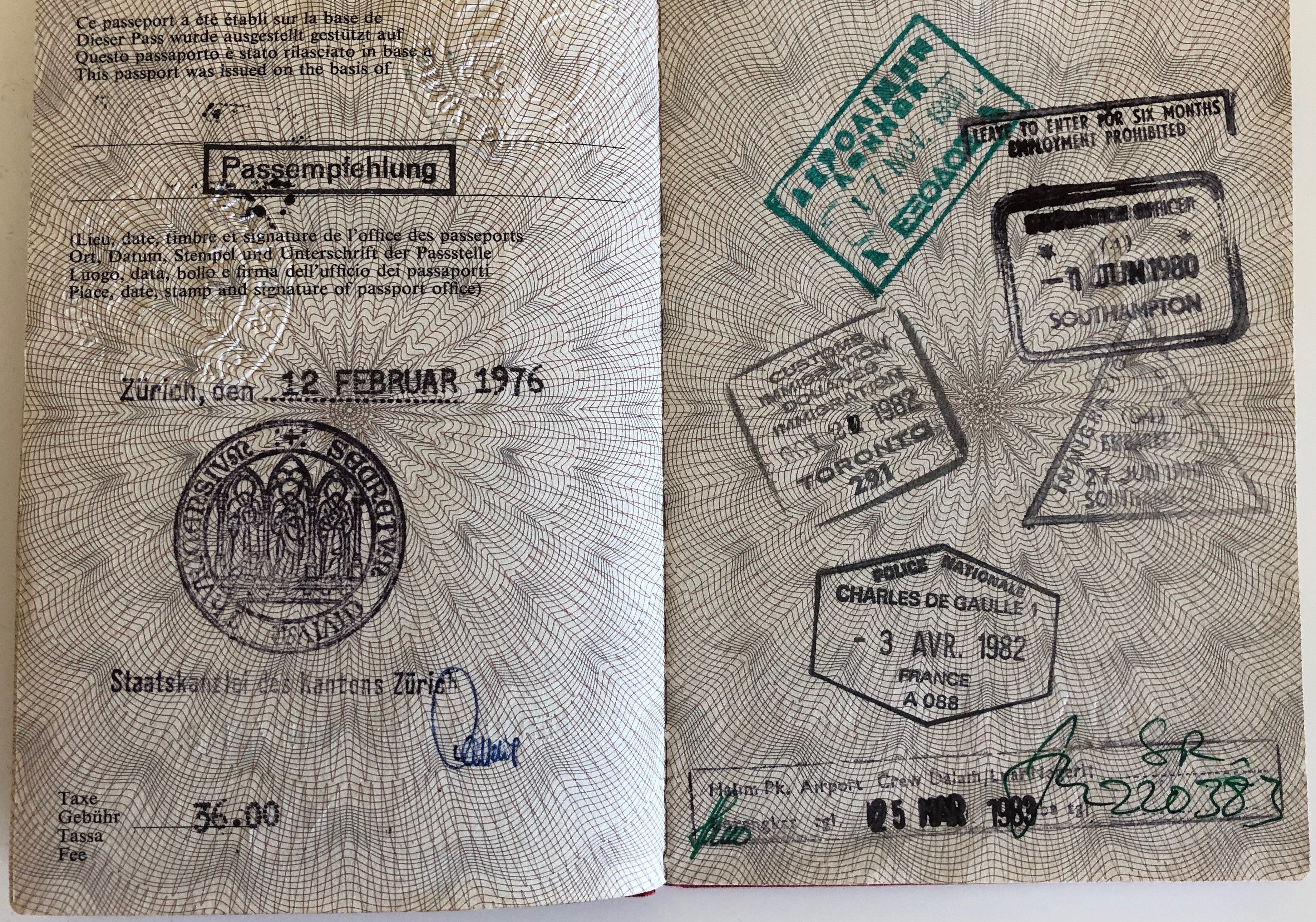
Pass 59, interno

### Passaporto 1985
Sino al 1985 il passaporto svizzero includeva solo le lingue nazionali dell'epoca; il romancio fu aggiunto dopo che fu dichiarato la quarta lingua nazionale svizzera a seguito di referendum, insieme all'inglese. L'ordine delle lingue fu poi cambiato in tedesco, francese, italiano, romancio e inglese, proporzionalmente alla percentuale dei parlanti. Il passaporto del 1985 fu l'ultimo con la fotografia incollata.

### Passaporto 2003
Il 1º gennaio 2003 entrò in vigore il primo passaporto leggibile a macchina, con l'introduzione di significative modifiche grafiche e tecniche.
Pur non ancora biometrico, il documento era interamente stampato digitalmente, inclusa la fotografia del titolare. La copertina, flessibile, di colore rosso con caratteri e croce bianca, presentava una goffratura stampata a caldo con una serie di piccole croci a sfumare. Venivano inoltre introdotti per la prima volta elementi di sicurezza in filigrana, fibra, inchiostro otticamente variabile (OVI), elementi in stampa a laser in rilievo, e ologrammi (OVD).
La firma, applicata manualmente a penna, era da apporre nella pagina nº 1. A pagina nº 2, nº 40 e in terza di copertina, erano invece riportati nelle 11 lingue ufficiali dell'Unione europea: la descrizione degli elementi presenti, le note, e l'indicazione del numero di pagine.
Con una validità massima di dieci anni, è stato emesso anche per tutto il periodo di prova del passaporto 2006, sino al 28 febbraio 2010. Non ha più corso legale dal 28 febbraio 2020.

Pass 03, leggibile a macchina, non biometrico
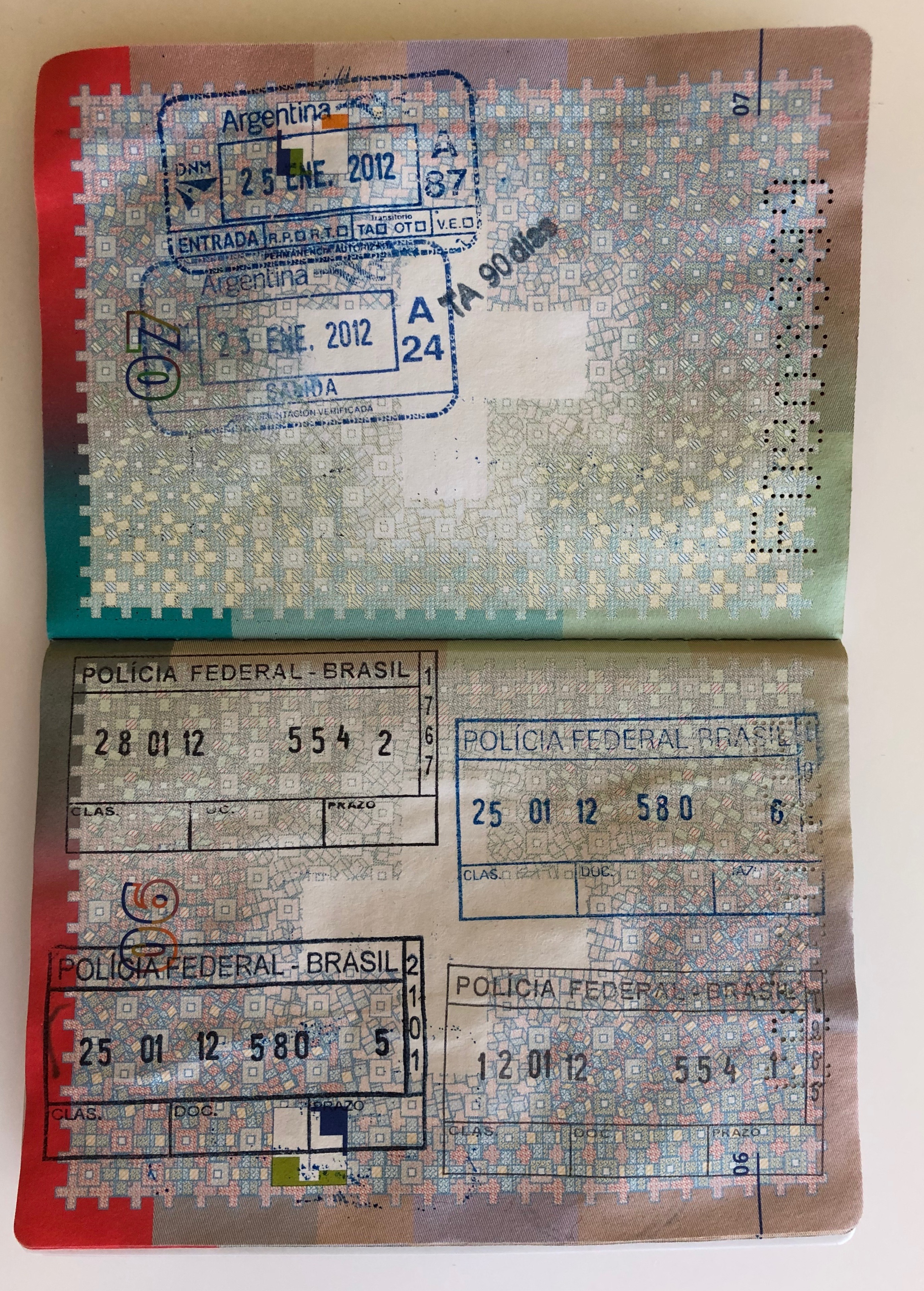
Pass 03, interno

### Passaporto 2006
Dal 4 settembre 2006 entrò in vigore il primo passaporto biometrico svizzero. Trattandosi di un progetto pilota, per tutta la durata della sua emissione si è continuato a emettere anche passaporti del modello precedente, non biometrici.
Con una copertina rossa graficamente quasi invariata rispetto al modello del 2003, presentava il simbolo biometrico  nell'angolo inferiore destro. Gli elementi di sicurezza, oltre a quelli specifici del nuovo chip, erano i medesimi del modello precedente.
La firma, applicata manualmente a penna, era da apporre nella pagina nº 1.
Con una validità massima di cinque anni, è stato emesso fino al 28 febbraio 2010. Non ha più corso legale dal 28 febbraio 2015.

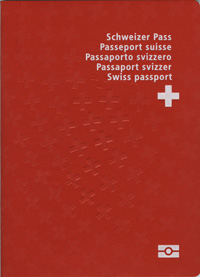
Pass 06, copertina
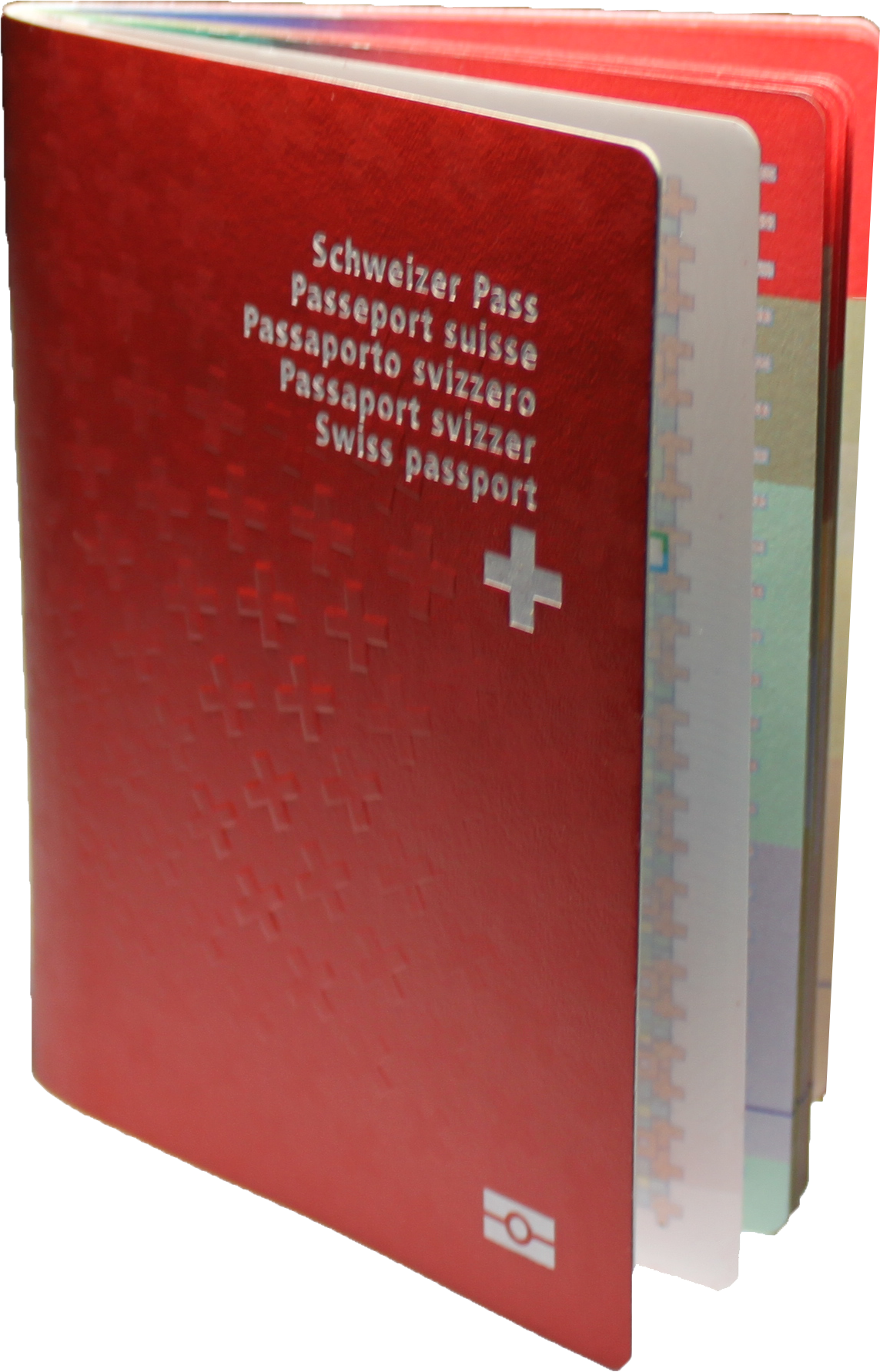
Pass 06, libretto

### Passaporto 2010
Dal 1º marzo 2010 è stato introdotto definitivamente il passaporto biometrico moderno, con impronte digitali, firma e immagine del volto archiviate nel microchip integrato.
La copertina, rigida, di colore rosso con caratteri e croce bianca, presentava una goffratura stampata a caldo con una serie di piccole croci a sfumare, simile ai modelli precedenti.
La firma, applicata manualmente a penna, era da apporre nella pagina nº 1. A pagina nº 2, nº 3, nº 40 e in terza di copertina, erano invece riportati in 26 lingue (quelle dell'Unione europee, oltre al romancio grigionese, l'islandese e il norvegese; paesi AELS): la descrizione degli elementi presenti, le note, e l'indicazione del numero di pagine.
Con una validità massima di dieci anni, avrà corso legale sino al 2032.

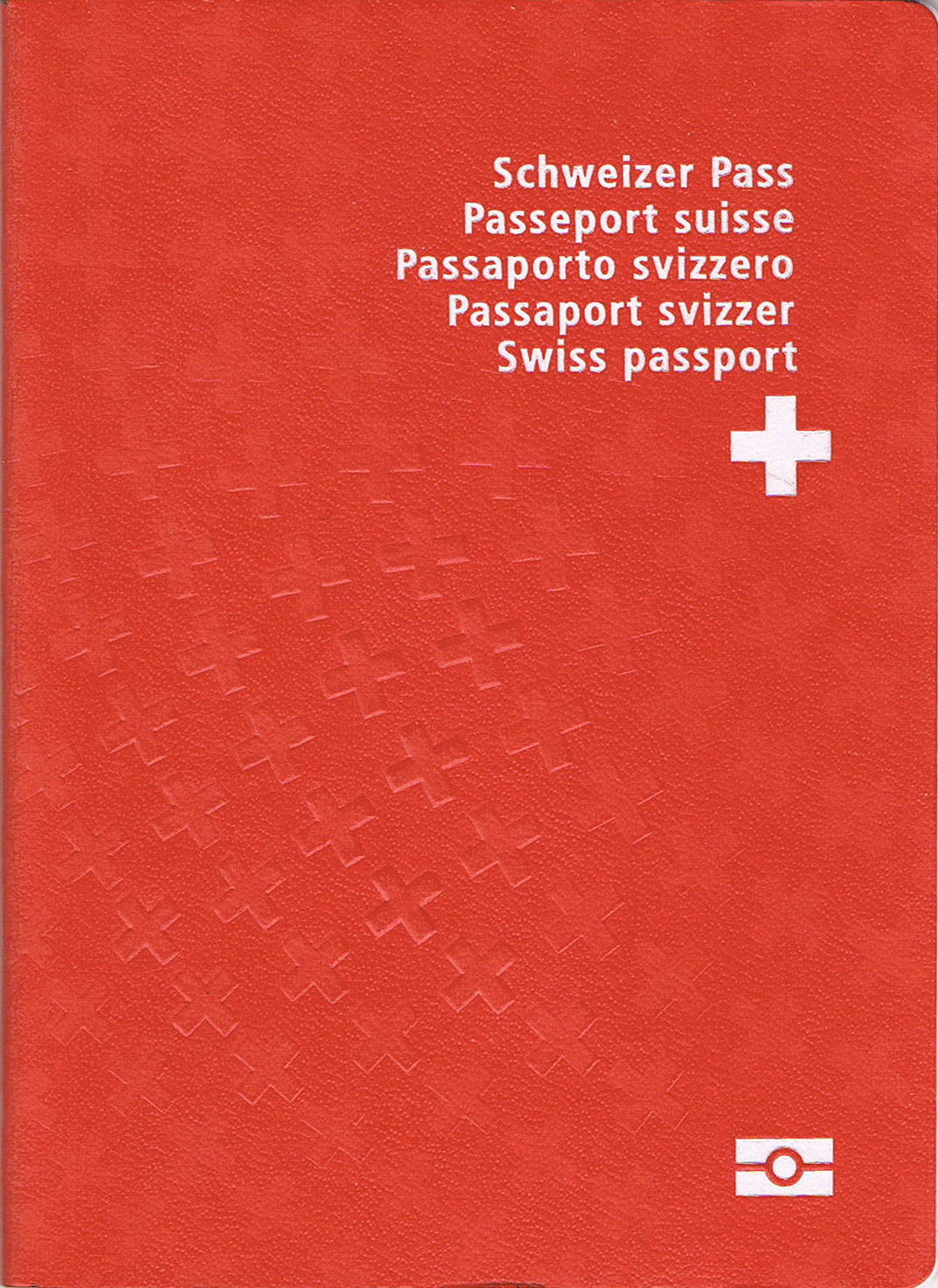
Pass 10, copertina

### Passaporto 2022
Il 31 ottobre 2022 è entrato in circolazione il nuovo passaporto svizzero, con l'introduzione di numerose innovazioni, sia tecniche sia grafiche. Creati con la collaborazione dei designer Carl Guilhon e Guillaume Peitrequin, i passaporti sono stati premiati agli ACD Awards di New York.
La copertina, rossa con scritte bianche, presenta una goffratura stampata a caldo con una serie di elementi ondulati. Nelle pagine interne sono richiamati i 26 cantoni della confederazione e gli elementi più iconici del paese: dalle alpi, ai fiumi, alle valli. I dati biometrici sono crittati nel microchip integrato nella copertina. Per la prima volta, inoltre, la scritta in lingua inglese è stata spostata in posizione decentrata rispetto a quella nelle lingue ufficiali della confederazione.
La firma, applicata manualmente a penna, è da apporre nella pagina nº 1.
Il documento ha una validità massima di dieci anni.

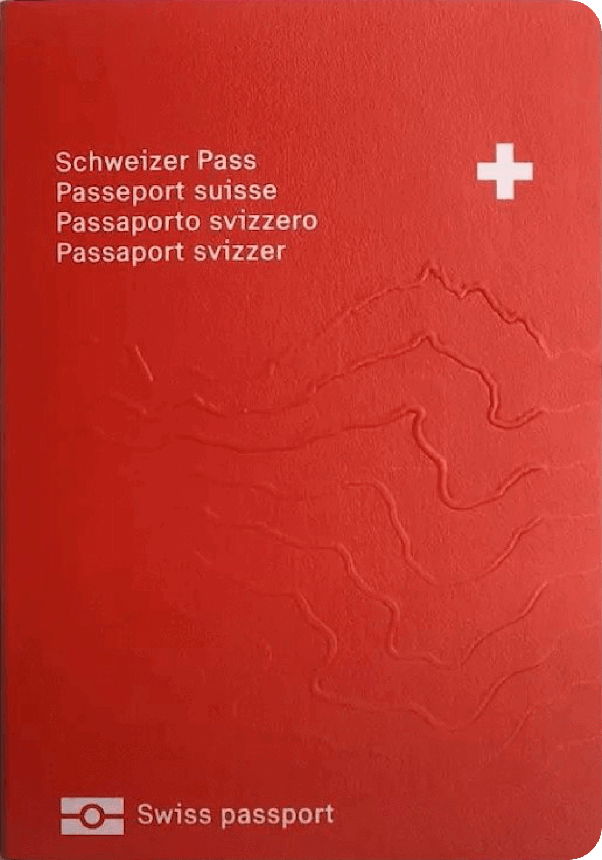
Pass 22, copertina

## Descrizione
I passaporti svizzeri modello Pas 22 sono rossi con, in bianco, le scritte Schweizer Pass (tedesco), Passeport suisse (francese), Passaporto svizzero (italiano) e Passaport svizzer (romancio) collocate nell'angolo superiore sinistro, accanto alla croce bianca simbolo della confederazione collocata nell'angolo superiore destro. La scritta Swiss passport (inglese) è invece in basso a sinistra.
I passaporti presentano il simbolo biometrico  nell'angolo inferiore sinistro, subito prima della dicitura in lingua inglese. Il documento contiene un chip contactless, secondo le specifiche ICAO.
Sino al modello del 1985, i passaporti svizzeri erano composti da 32 pagine; i successivi (Pass 03, 06, 10 e 22), contengono 40 pagine, oltre alla pagina plastificata coi dati dell'intestatario.

### Informazioni d'identità
Nel passaporto svizzero si possono trovare i seguenti dati:
- Foto del titolare (una seconda foto è stampata con la tecnica imageperf)
- Tipo
- Codice paese (CHE)
- Numero del passaporto (7 caratteri alfanumerici preceduti da una lettera)
- Cognome
- Nome
- Nazionalità
- Data di nascita
- Sesso
- Statura
- Luogo d'origine (da non confondere con il luogo di nascita)
- Data di rilascio
- Data di scadenza
- Autorità di rilascio

La pagina delle informazioni termina con una zona (MRZ) leggibile con apposito dispositivo.

### Formato documento
Dimensioni: 125 x 88 mm.
Pagine: 40 pagine esclusa la biodata integrated card.

### Lingue
La pagina delle informazioni è redatta in tedesco, francese, italiano, romancio e inglese, rigorosamente in quest'ordine, così come tutti i documenti d'identità emessi in Svizzera.

## Rilascio
Il passaporto svizzero è rilasciato a persone in possesso della cittadinanza svizzera, fatta eccezione per il Passaporto per stranieri emesso in particolari casi di necessità (possesso di permesso di domicilio senza documenti del paese d'origine, apolidia, richiesta di asilo, condizioni di emergenza speciali).
Dopo aver effettuato richiesta agli uffici competenti, si riceve un appuntamento personale presso uno dei centri per l'emissione, situati nelle capitali dei cantoni, nelle cittadine principali, in alcuni aeroporti, oltre che presso le rappresentanze consolari all'estero. In alcuni centri è possibile presentarsi con una propria fotografia (fatto salvo il divieto di ritocco), in altri è necessario scattarla al momento.
Il costo di un passaporto svizzero al 2024 era di 140 franchi per i maggiorenni e 60 franchi per i minorenni, ai quali aggiungere 5 franchi per la spedizione del documento.